# Sierra de Chiribiquete
La Serranía de Chiribiquete es un grupo de mesetas rocosas en la región de la Amazonía colombiana originada a partir del escudo Guayanés. Con el conjunto de la Sierra de Naquén y la Serranía de la Macarena, son los sistemas montañosos más importantes de la Amazonía, presentando una importante presencia de población prehistórica.

## Historia
Es considerado punto neurálgico en el poblamiento de América del Sur, lo cual se estableció gracias a varias expediciones antropológicas que han descubierto en sus montañas gran cantidad de pictogramas. En más de 36 abrigos rocosos de diferente tamaño y ubicación; se han identificado más de 200.000 dibujos, que conforman el mayor hallazgo de pictografías rupestres amazónicas. Las más antiguas datan de 19.500 años antes del presente.
El pueblo indígena Carijona, que habitaba esta región, fue diezmado durante la fiebre del caucho, por parte de la compañía de la Casa Arana ubicada en La Chorrera (departamento del Amazonas). Actualmente se realiza un proceso de conservación llevado a cabo por el ministerio del Ambiente colombiano, por medio del sistema de parques nacionales, lo que ha permitido crear el parque nacional natural Sierra de Chiribiquete. Debido al conflicto colombiano el proceso de colonización ha llegado a este parque en los últimos años, por lo que su ecosistema único en el mundo se encuentra seriamente amenazado por los cultivos de coca y el abandono.
En 1986, fue descubierto para el Sistema de Parques Nacionales de Colombia por Carlos Castaño-Uribe, arqueólogo y antropólogo colombiano, que en ese entonces era director de Parques Nacionales de Colombia, luego de que una tormenta tuviera que desviar la avioneta en la que viajaba a Amacayacu. En 1989, lo declaró como zona protegida del país, y ha sido el responsable de liderar las expediciones naturales y culturales que permitieron consolidarlo como parque nacional, ampliar sus terrenos en dos ocasiones y declararlo en 2018 como patrimonio mixto de la humanidad, título dado por la Unesco. De la mano con la actual directora de Parque Julia Miranda, y el expresidente de Colombia, Juan Manuel Santos, se ha definido un plan de manejo especial para este lugar que es considerado uno de los lugares mejor conservados y prístinos del planeta.
La Serranía de Chiribiquete es uno de los tesoros colombianos más importantes y, por ahora, apenas conocido. En las paredes de sus mesetas -o Tepuyes como se denominan- se han encontrado miles de petroglifos que, por siglos, han pintado grupos indígenas. Según las recientes investigaciones, su antigüedad revela la evidencia de que esa región del sur oriente de Colombia tuvo la presencia humana más antigua de América.
Los estudios de expertos y las expediciones al lugar que se realizan desde 1990 y el significado de los pictogramas que se encuentran en Chiribiquete, han producido hallazgos que permiten darle una nueva interpretación a la historia colombiana y conectar su pasado aborigen  con culturas similares en toda Latinoamérica y el Caribe (desde México hasta el Brasil) uniendo los orígenes de la región.

## Ubicación
La Sierra de Chiribiquete se encuentra entre los departamentos de Guaviare y Caquetá, en la zona amazónica colombiana. Adicionalmente se puede representar la Sierra de Chiribiquete en tres regiones: el Macizo Norte, en donde se presentan las mayores elevaciones (820-840 m); el Macizo Central, con alturas que oscilan entre 350 y 600 m y, finalmente, las llamadas Mesas de Iguaje, cuyas alturas no sobrepasan los 400 m.

## Imágenes de la sierra

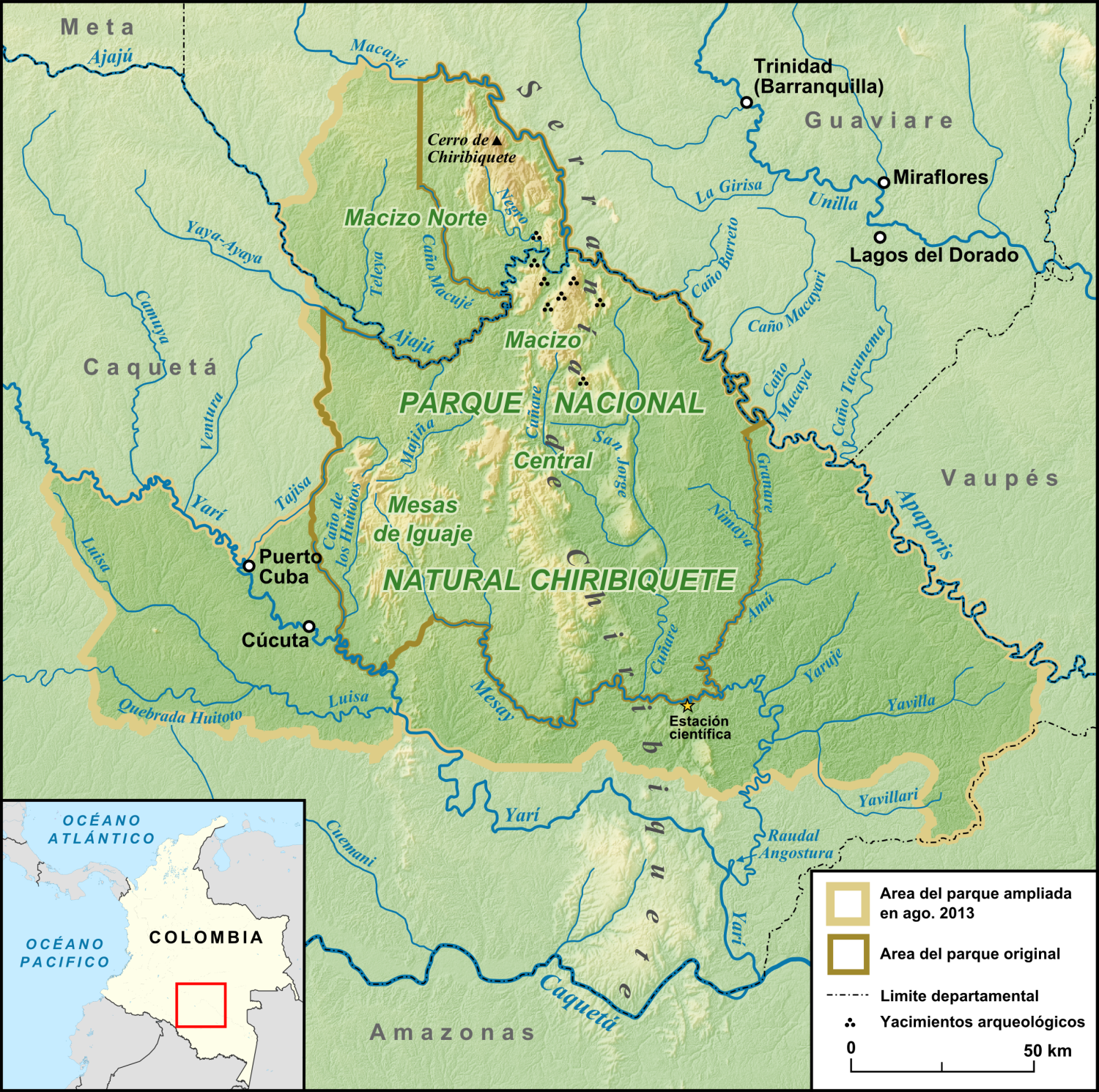
Mapa del Parque nacional ubicado alrededor de la serranía.
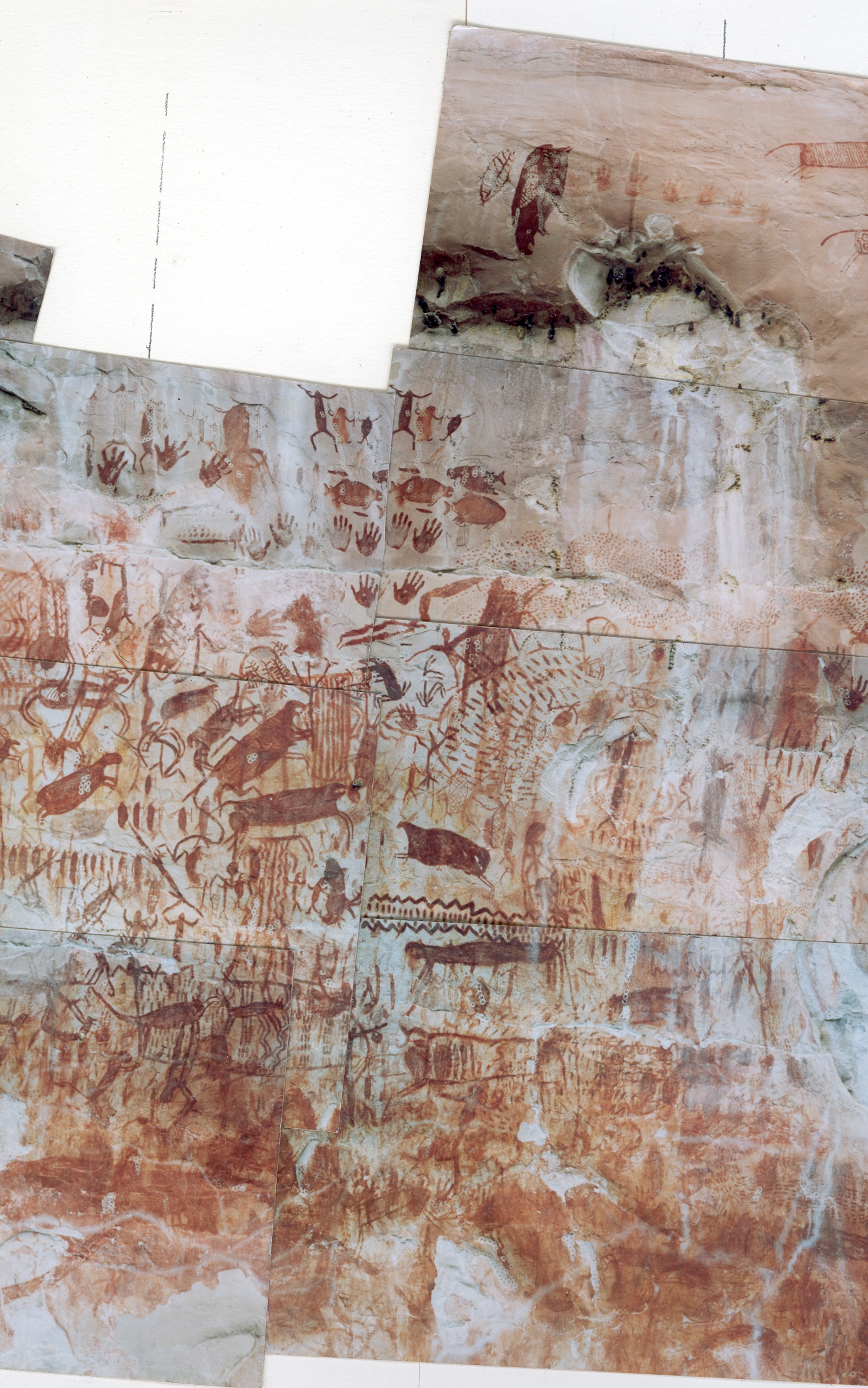
Petroglifos localizados en las paredes de la sierra.
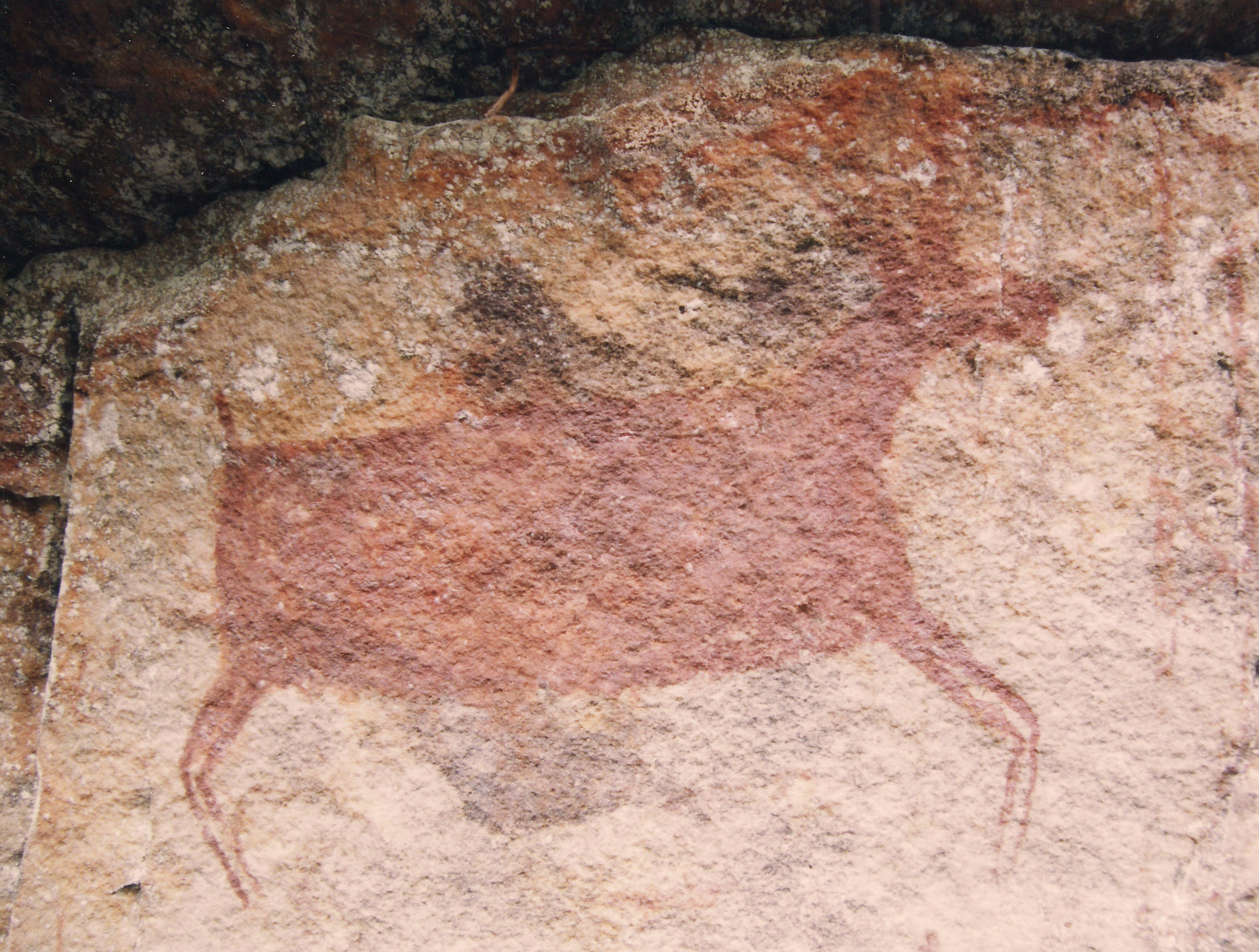
Detalle de los petroglifos (posible equino).
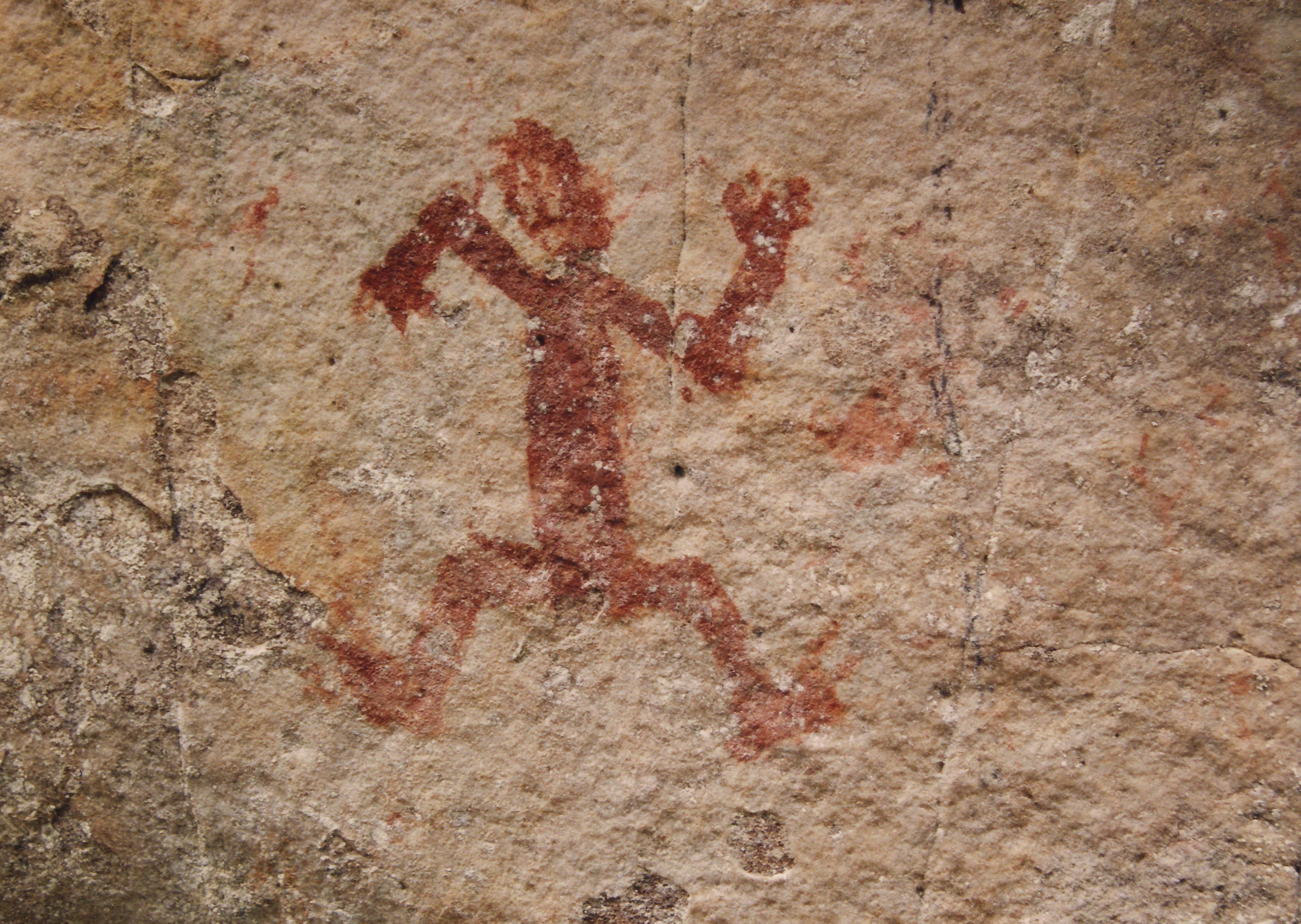
Detalle de los petroglifos (aborigen).
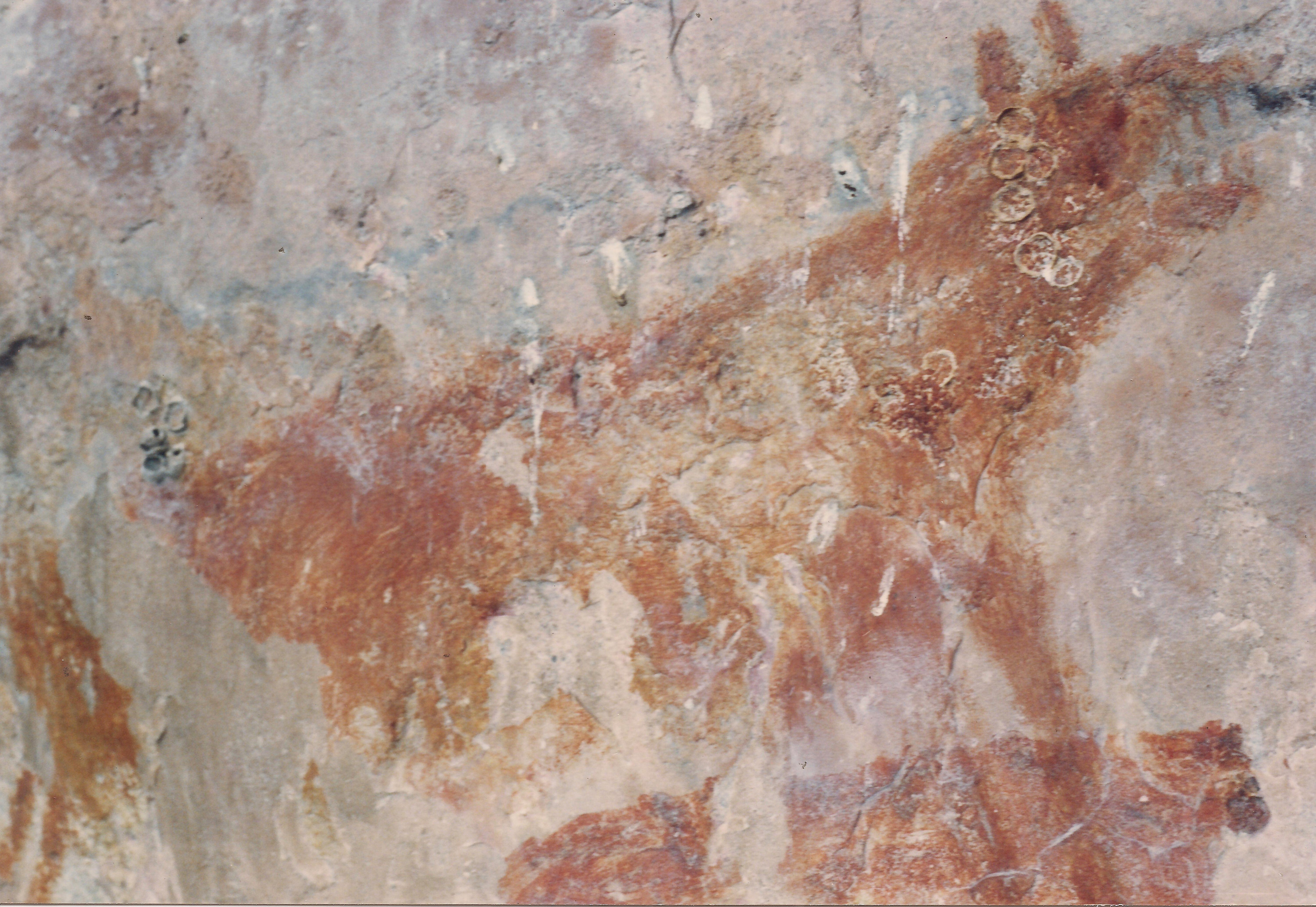
Detalle de los petroglifos (posible mamífero).